# Jeep Patriot
Jeep Patriot – samochód osobowy typu SUV klasy kompaktowej produkowany pod amerykańską marką Jeep w latach 2006–2017.

## Historia i opis modelu

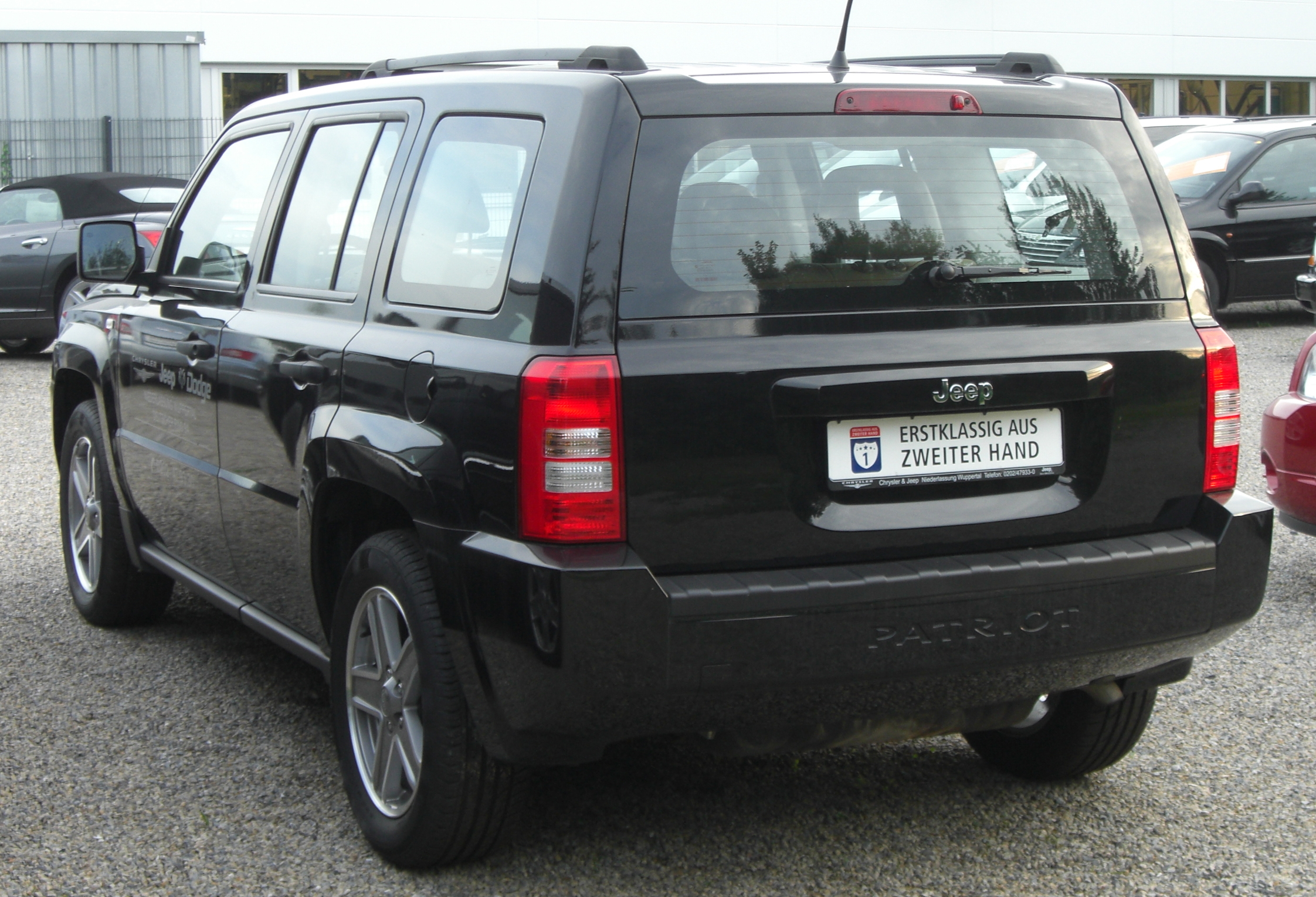
Jeep Patriot – tył

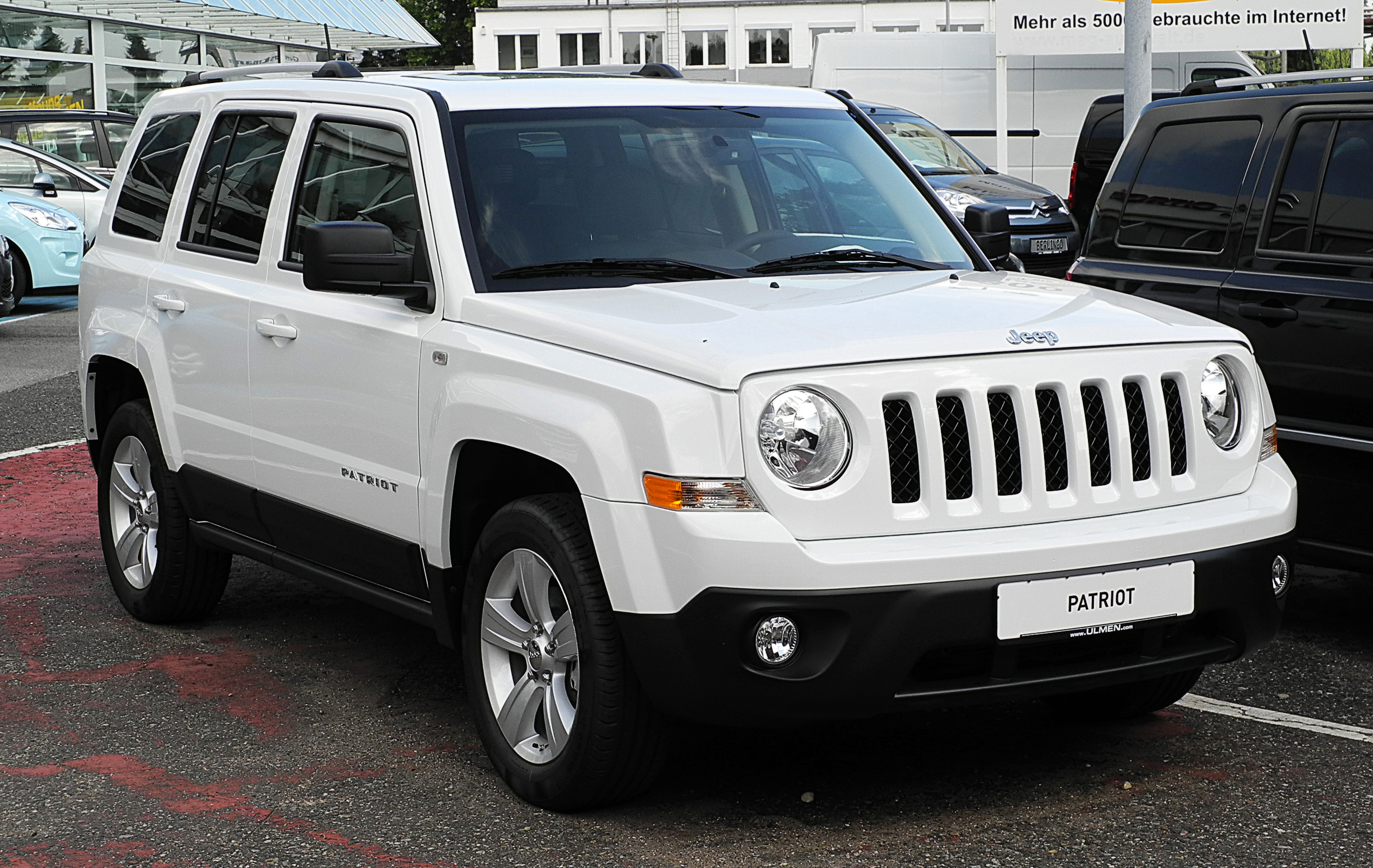
Jeep Patriot po liftingu

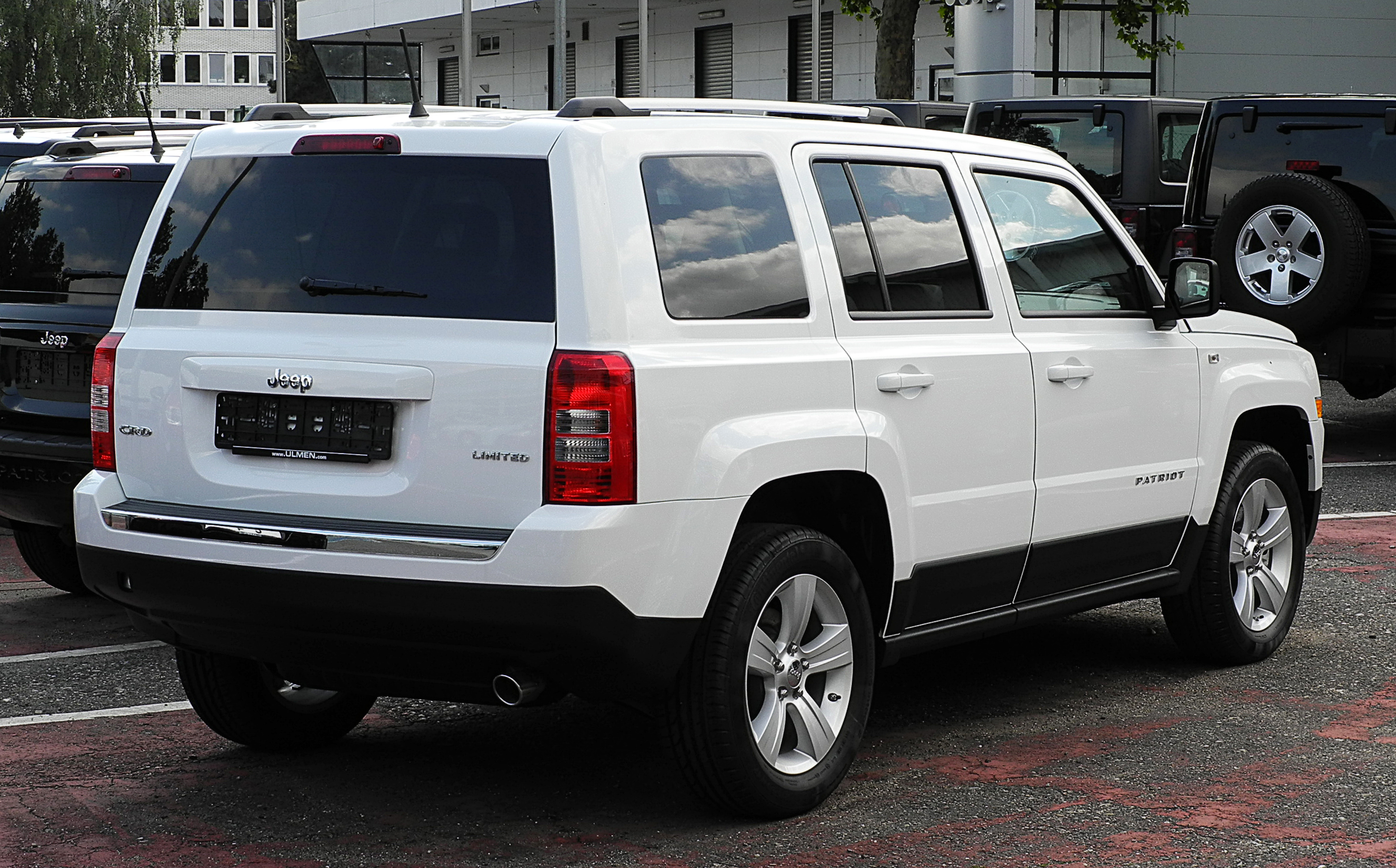
Jeep Patriot – tył po liftingu

Pojazd po raz pierwszy zaprezentowano w kwietniu 2006 roku podczas targów motoryzacyjnych w Nowym Jorku. Jeep Patriot został na płycie podłogowej Chrysler PM/MK, na której w ramach koncernu Chrysler opracowano także pokrewny model Compass, a ponadto – także Dodge Caliber.
Patriot wyróżniał się kanciastą stylistyką nadwozia z okragłymi reflektorami i charakterystyczną, poprzeczną atrapą chłodnicy, a także lepszymi właściwościami w terenie w porównaniu do pokrewnego modelu Compass. W wersji podstawowej samochód miał napęd na przednią oś, a napęd na cztery koła dostępny był na dopłatą.

### Lifting
W 2011 roku Jeep Patriot przeszedł obszerną modernizację, w ramach której pojawił się nowy wygląd zderzaków, odświeżone wkłady reflektorów i lamp, przestylizowana atrapa chłodnicy, a także zupełnie nowy projekt deski rozdzielczej. Zastosowano również nieco zmienione elementy zawieszenia co zaowocowało zwiększeniem prześwitu o 30mm. W 2013 roku pojazd przeszedł drobny lifting, obejmujący niewielkie zmiany wnętrza oraz wprowadzenie 6-biegowej klasycznej automatycznej skrzyni biegów koncernu Hyundai/KIA jako alternatywy dla automatycznej przekładni CVT firmy Jatco. Produkcja pod tą postacią trwała do 2017 roku, kiedy to postanowiono o nie kontynuowaniu produkcji Patriota zostawiając w linii model Compass, który doczekał się drugiego wcielenia skonstruowanego wspólnie z Fiatem.

### Wersje wyposażeniowe
- Sport
- Latitude
- Altitude
- Limited
- 75th Anniversary

Standardowe wyposażenie pojazdu obejmuje m.in. boczne poduszki kurtynowe, system kontroli trakcji, ESP ze wspomaganiem hamowania awaryjnego, ERM, ABS.

### Silniki
- L4 2.0 VVT 156 KM
- L4 2.4l GEMA 172 KM
- L4 2.0l Volkswagen 140 KM
- L4 2.2l Mercedes 163 KM